# Ninian Oil Field
Ninian Oil Field är ett oljefält i Storbritannien. Det ligger i den norra delen av landet, 1 000 km norr om huvudstaden London.
Terrängen runt Ninian Oil Field är varierad.  Det finns inga samhällen i närheten. 